# Jüdischer Friedhof (Luže)

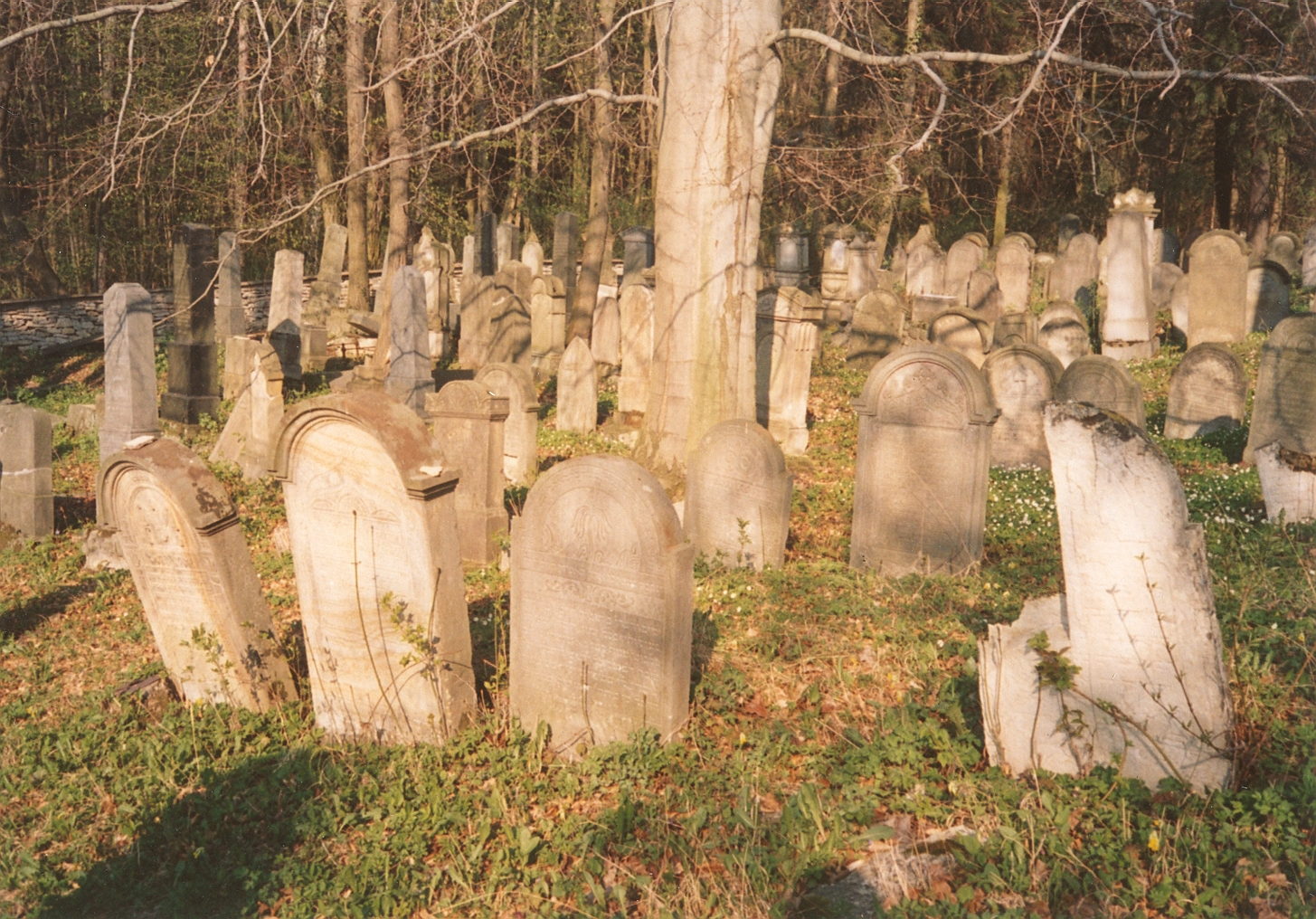
Jüdischer Friedhof in Luže

Der Jüdische Friedhof Luže ist ein jüdischer Friedhof in der tschechischen Kleinstadt Luže (deutsch Lusche) im Okres Chrudim.
Der östlich der Stadt gelegene Friedhof, auf dem bis zum Zweiten Weltkrieg Bestattungen vorgenommen wurden, wurde wahrscheinlich in der ersten Hälfte des 17. Jahrhunderts angelegt. Aus dieser Zeit stammen die ältesten Grabsteine. Neben den ostböhmischen asymmetrischen Stelen gelten die Barock- und Jugendstilgrabsteine als besonders wertvoll. Die Inschriften sind in hebräischer, hebräisch-tschechischer, hebräisch-deutscher und tschechisch-deutscher Sprache verfasst.